# Horst Janzen

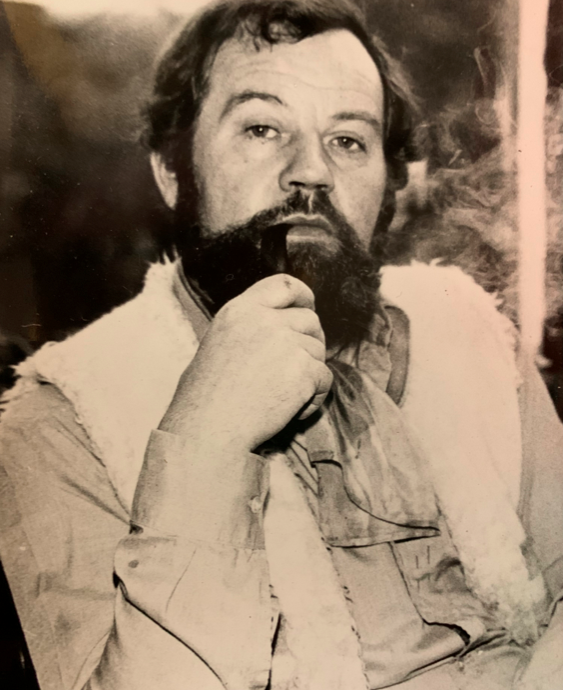
Horst Janzen

Horst Janzen (* 1930 in Seegertswalde, Ostpreußen; † 8. September 1978 in Bergneustadt) war ein deutscher Künstler.

## Leben
Janzen flüchtete nach dem Zweiten Weltkrieg mit seiner Mutter nach Dänemark und dann auf die Nordseeinsel Amrum. Dort entstanden eine Reihe von Tuschezeichnungen sowie Öl- und Temperabilder; diese standen am Beginn seiner künstlerischen Laufbahn. 1947/48 setzte er sich intensiver mit der Malerei auseinander und studierte in Kiel. Kurz darauf zog er mit seiner Familie nach Oberhausen. Dort ging er 1950 als Schaufensterdekorateur und Schildermaler in die Lehre. Janzen schloss sich der Gruppe Oberhausener Künstler an und stellte erstmals öffentlich aus. Daraufhin erhielt er 1955 ein Stipendium der Stadt Oberhausen.
1957 folgte er seiner Frau Edith Faulenbach in deren Heimatort Bergneustadt und machte sich dort als Grafiker und Dekorateur selbständig. Er war in Bergneustadt auch als Lehrer an der Realschule und Volkshochschule tätig. Von 1957 bis 1978 unternahm Horst Janzen eine Vielzahl von Studienreisen, u. a. nach Dänemark, Finnland, Irland, Spanien, Jugoslawien und Österreich. In diesem Zeitraum organisierte er wiederholt Ausstellungen, sowohl gemeinsam mit oberbergischen Künstlern sowie allein. Er war Gründungsmitglied der Oberbergischen Künstlervereinigung. Neben positiven Kunstkritiken gewann er 1974 den Pariser Preis.
Horst Janzen hatte drei Kinder. Seine Tochter, Christine Janzen, ist ebenfalls als freie Künstlerin tätig.
Obwohl er sein Leben lang Diabetes hatte, litt Horst Janzen in seinen letzten Jahren besonders unter der Krankheit. Er starb am 8. September 1978.

## Werk

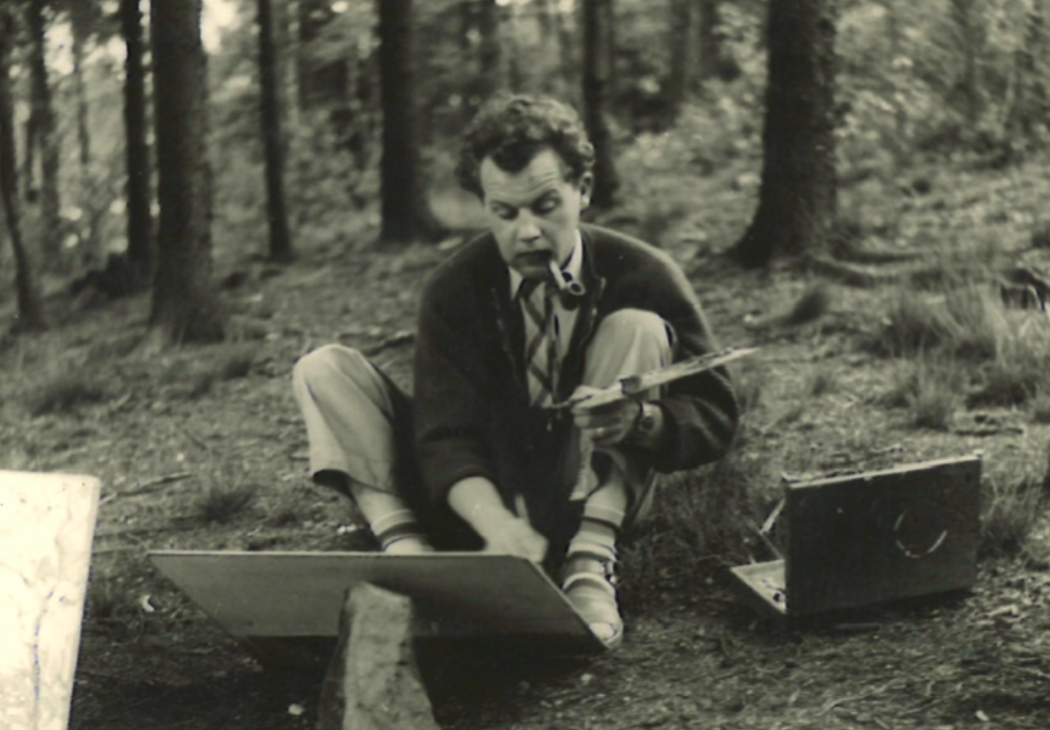
Horst Janzen am Werk im Wald

Horst Janzen, der Pablo Picasso als eines seiner großen Vorbilder sah, wurde stilistisch zwischen Ernst Ludwig Kirchner und den Künstlern des Surrealismus eingeordnet. Der frühere Bundestagsabgeordnete Gustav Stein betonte, dass Janzen zu den drei größten Oberbergischen Künstlern zähle.
Janzen legte sich zeit seines Lebens nicht auf eine Stilrichtung fest. Er ließ sich anregen durch Menschen, andere Künstler, durch die Natur und durch das Material. Tatsächlich nutzte er allerlei Material: Eisen, Holz, Ton oder Naturprodukte; es gab kaum ein Material in seiner Umgebung, das er nicht künstlerisch verarbeitete, ob in Gemälden oder als Skulpturen. Außerdem war er ein leidenschaftlicher Sammler: Geldmünzen, Bügeleisen, Pflanzen, antike Möbelstücke und vieles mehr.
Zu seinem Nachlass gehören mehr als tausend Gemälde und ebenso viele Zeichnungen, in denen er u. a. Landschaften, Menschen und die Natur darstellte. Seine Bandbreite reichte von impressionistischen Landschaften bis zu abstrakten Farbstrukturen. Er signierte seine Bilder in einem Zug als „Horstjanzen“ und setzte sich dadurch von dem bekannten Hamburger Zeichner Horst Janssen ab.

## Ausstellungen
(Quelle:)
- 1957: Heimisches Kunstschaffen, Städtische Galerie Schloss Oberhausen
- 1967: Neue Malerei und Grafik, Mädchengymnasium Gummersbach
- 1972: Malerei – Plastik – Farbsiebdruck, Kulturbund Gladbeck
- 1973: horst janzen stellt aus, Sparkasse Bergneustadt
- 1973: Kunst bei Kottsieper
- 1974: Ausstellung Oberbergische Künstlergruppe, Gemeinde Marienheide
- 1976: Galerie KEO, Hagen
- 1976: Oberbergische Künstlergruppe, Bonn
- 1976: horst janzen stellt aus, Bühnenhaus Gummersbach
- 1977: Ausstellung '77, Städtische Galerie Schloss Oberhausen
- 1979: Pro Solo, Rheinische Landesklinik Marienheide
- 1982: Kunst Ausstellung, Keller-Galerie Hagen
- 1985: Ausstellung des Oberbergischen Kunstvereins, Gummersbach
- 1985: Ausstellung im Haus Königsberg in Duisburg
- 1995: Horstjanzen eine Retrospektive, Sparkasse Bergneustadt
- 2005: Retrospektive im Museum Schloss Homburg[1][7]
- 2010: Horstjanzen Bilder und Zeichnungen von der Insel Amrum, Kunstverein Bergneustadt[2]